# Puchar Interkontynentalny w Lekkoatletyce 2018 – trójskok kobiet
Trójskok kobiet – jedna z konkurencji technicznych rozgrywana w ramach lekkoatletycznyego pucharu interkontynentalnego na Stadionie miejskim w Ostrawie-Witkowicach.

## Terminarz
Źródło: worldathletics.org.
| Data       | Godzina |
| ---------- | ------- |
| 8 września | 15:00   |

## Rekordy
Tabela prezentuje rekord świata, rekord pucharu interkontynentalnego, rekordy kontynentów oraz najlepszy wynik na listach światowych w sezonie 2018 przed rozpoczęciem mistrzostw.
|                                                | Zawodnik               | Wynik | Miejsce  | Data                  |
| ---------------------------------------------- | ---------------------- | ----- | -------- | --------------------- |
| Rekord świata                                  | Inesa Kraweć           | 15,50 | Göteborg | 10 sierpnia 1995(dts) |
| Listy światowe                                 | Caterine Ibargüen      | 14,96 | Rabat    | 13 lipca 2018(dts)    |
| Rekord pucharu interkontynentalnego            | Olga Rypakowa          | 15,25 | Split    | 4 września 2010(dts)  |
| Rekord Afryki                                  | Françoise Mbango Etone | 15,39 | Pekin    | 17 sierpnia 2008(dts) |
| Rekord Azji                                    | Olga Rypakowa          | 15,25 | Split    | 4 września 2010(dts)  |
| Rekord Ameryki Południowej                     | Caterine Ibargüen      | 15,31 | Monako   | 18 lipca 2014(dts)    |
| Rekord Ameryki Północnej, Środkowej i Karaibów | Yamilé Aldama          | 15,29 | Rzym     | 11 lipca 2003(dts)    |
| Rekord Australii i Oceanii                     | Nicole Mladenis        | 14,04 | Hobart   | 9 marca 2002(dts)     |
| Rekord Australii i Oceanii                     | Nicole Mladenis        | 14,04 | Perth    | 7 grudnia 2003(dts)   |
| Rekord Europy                                  | Inesa Kraweć           | 15,50 | Göteborg | 10 sierpnia 1995(dts) |

## Rezultaty
Źródło: worldathletics.org.
| Pozycja | Zawodniczka            | Drużyna        | Runda | Runda | Runda | Runda    | Runda | Rezultat | Punkty | Uwagi |
| Pozycja | Zawodniczka            | Drużyna        | 1.    | 2.    | 3.    | Półfinał | Finał | Rezultat | Punkty | Uwagi |
| ------- | ---------------------- | -------------- | ----- | ----- | ----- | -------- | ----- | -------- | ------ | ----- |
| 1.      | Caterine Ibargüen      | Ameryka        | 14,31 | 14,23 | –     | 14,76    | 14,54 | 14,76    | 8      |       |
| 2.      | Olga Rypakowa          | Azja i Oceania | 14,11 | 13,86 | 14,18 | 14,26    | x     | 14,26    | 7      | SB    |
| 3.      | Paraskiewi Papachristu | Europa         | x     | x     | 14,15 | 14,22    | NQ    | 14,22    | 6      |       |
| 4.      | Zinzi Chabangu         | Afryka         | x     | 12,89 | x     | r        | NQ    | 12,89    | 5      |       |
| 5.      | Tori Franklin          | Ameryka        | x     | 13,89 | 14,27 | NQ       | NQ    | 14,27    | 4      |       |
| 6.      | Kristin Gierisch       | Europa         | 13,96 | 13,87 | x     | NQ       | NQ    | 13,96    | 3      |       |
| 7.      | Parinya Chuaimaroeng   | Azja i Oceania | 13,53 | 13,12 | 12,65 | NQ       | NQ    | 13,53    | 2      |       |
| 8.      | Odile Ahouanwanou      | Afryka         | x     | x     | 11,29 | NQ       | NQ    | 11,29    | 1      |       |

## Klasyfikacja drużynowa
Źródło:
| Miejsce | Drużyna        | Punkty indywidualne | Punkty drużynowe        |
| ------- | -------------- | ------------------- | ----------------------- |
| 1.      | Ameryka        | 12                  | 16 (wykorzystany joker) |
| 2.      | Europa         | 9                   | 5                       |
| 2.      | Azja i Oceania | 9                   | 5                       |
| 4.      | Afryka         | 6                   | 2                       |